# Municipio de Nowa Sarzyna
Nowa Sarzyna es un municipio urbano-rural de Polonia, ubicado en el distrito de Leżajsk, en el voivodato de Subcarpacia. Tiene una población estimada, a fines de 2021, de 21 489 habitantes.
Su capital y única ciudad es Nowa Sarzyna.
El municipio incluye, además de la ciudad de Nowa Sarzyna, los pueblos de Jelna, Jelna-Judaszówka, Łętownia, Łętownia-Gościniec, Łukowa, Majdan Łętowski, Ruda Łańcucka, Sarzyna, Tarnogóra, Wola Żarczycka y Wólka Łętowska.
Limita con la ciudad-municipio de Leżajsk y los municipios de Jeżowe, Kamień, Krzeszów, Leżajsk, Rudnik nad Sanem y Sokołów Małopolski. 